# Prilly
Prilly ist eine politische Gemeinde im Distrikt Ouest lausannois im Kanton Waadt in der Schweiz.

## Geographie

Luftbild (1960)

Prilly liegt auf 481 m ü. M., 3 km nordwestlich der Kantonshauptstadt Lausanne (Luftlinie). Die Agglomerationsgemeinde von Lausanne erstreckt sich am nördlich an den Genfersee anschliessenden Hang, im Waadtländer Mittelland, an aussichtsreicher Lage rund 100 m über dem Seespiegel des Genfersees.
Die Fläche des 2,2 km² grossen Gemeindegebiets umfasst einen Abschnitt des in mehrere Geländeterrassen unterteilten Hangs nordwestlich von Lausanne. Der Gemeindeboden erstreckt sich von der untersten Terrasse (rund 430 m ü. M.) östlich von Malley nordwärts über die mittlere Terrasse von Prilly (rund 480 m ü. M.) bis auf die Hochfläche bei Cery westlich des Flugplatzes Blécherette (rund 600 m ü. M.). Der höchste Punkt von Prilly wird mit 612 m ü. M. nördlich von Cery erreicht. Von der Gemeindefläche entfielen 1997 80 % auf Siedlungen, 6 % auf Wald und Gehölze und 14 % auf Landwirtschaft.
Zu Prilly gehört die Siedlung Cery auf 590 m ü. M. oberhalb der Stadt. Nachbargemeinden von Prilly sind Lausanne, Romanel-sur-Lausanne, Jouxtens-Mézery und Renens.

## Bevölkerung
Mit 12'417 Einwohnern (Stand 31. Dezember 2023) gehört Prilly zu den grossen Gemeinden des Kantons Waadt. Von den Bewohnern sind 80,1 % französischsprachig, 4,6 % italienischsprachig und 3,3 % deutschsprachig (Stand 2000). Die Bevölkerungszahl von Prilly belief sich 1850 auf 309 Einwohner, 1900 auf 1569 Einwohner. Nach einer sehr starken Bevölkerungszunahme seit Beginn des 20. Jahrhunderts, insbesondere zwischen 1950 und 1970, wurde wieder ein deutlicher Bevölkerungsrückgang beobachtet. Der Rückgang wird auf die Abwanderung von Ausländern nach der Wirtschaftskrise in den 1970er Jahren sowie in neuester Zeit auf die Überalterung der Bevölkerung zurückgeführt. Zudem stehen kaum noch Landreserven für neue Wohnsiedlungen zur Verfügung. Das Siedlungsgebiet von Prilly ist heute lückenlos mit denjenigen von Lausanne, Renens und Jouxtens-Mézery zusammengewachsen.

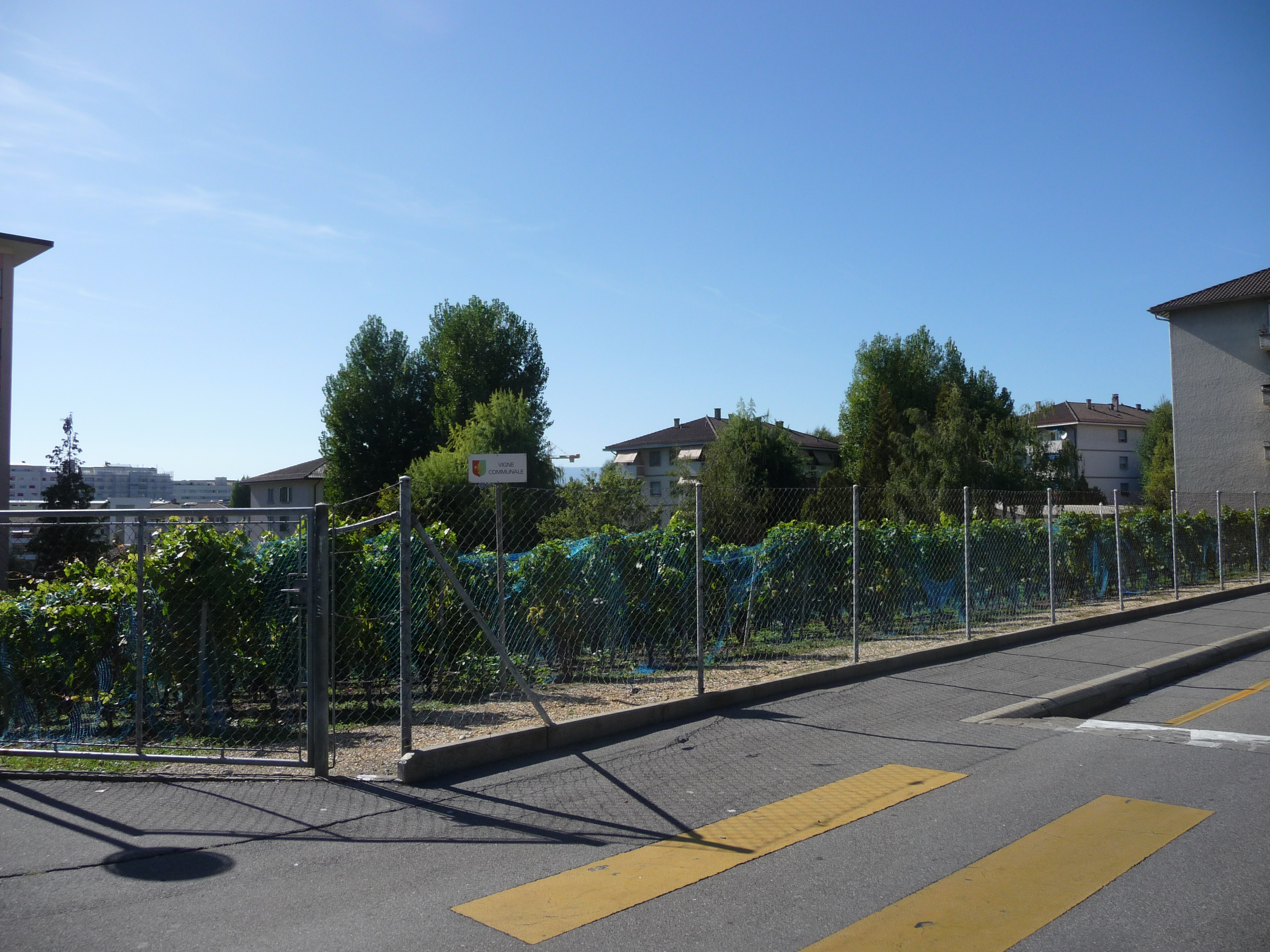
Örtlicher Weinanbau

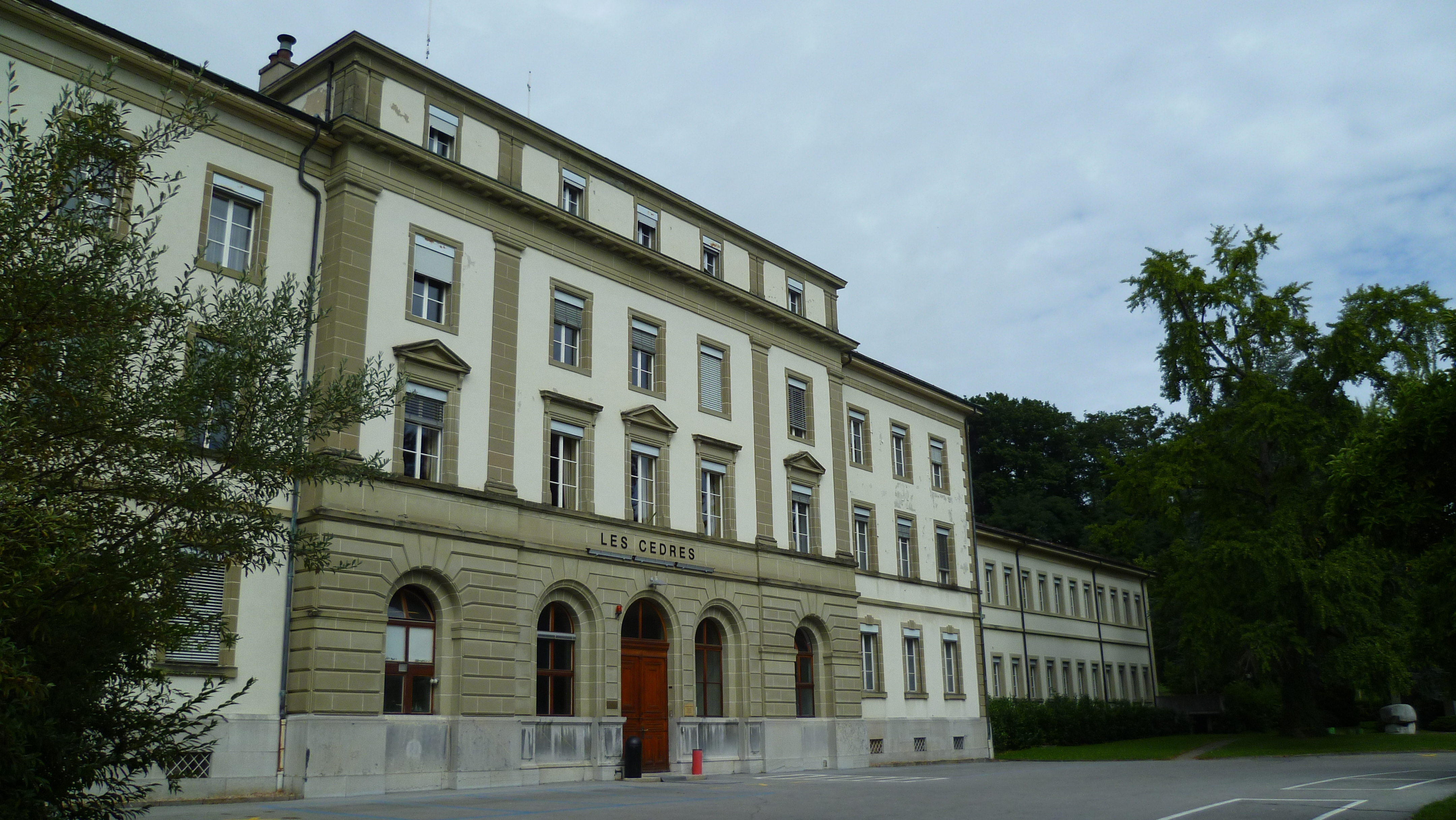
Psychiatrische Klinik Cery

| Bevölkerungsentwicklung | Bevölkerungsentwicklung | Bevölkerungsentwicklung | Bevölkerungsentwicklung | Bevölkerungsentwicklung | Bevölkerungsentwicklung | Bevölkerungsentwicklung | Bevölkerungsentwicklung | Bevölkerungsentwicklung | Bevölkerungsentwicklung | Bevölkerungsentwicklung | Bevölkerungsentwicklung |
| ----------------------- | ----------------------- | ----------------------- | ----------------------- | ----------------------- | ----------------------- | ----------------------- | ----------------------- | ----------------------- | ----------------------- | ----------------------- | ----------------------- |
| Jahr                    | 1850                    | 1900                    | 1910                    | 1930                    | 1950                    | 1960                    | 1970                    | 1980                    | 1990                    | 2000                    |                         |
| Einwohner               | 309                     | 1'569                   | 2'358                   | 3'276                   | 3'992                   | 8'430                   | 13'352                  | 11'931                  | 11'284                  | 10'955                  |                         |

## Wirtschaft
Prilly war bis zu Beginn des 20. Jahrhunderts ein ländlich geprägtes Dorf. Damals wurde an den Hängen um den Ortskern Weinbau betrieben. Heute wird nur noch ein kleiner Hang angebaut, und der primäre Sektor besitzt kaum mehr Bedeutung in der Erwerbsstruktur der Bevölkerung.
Aufgrund seiner Lage direkt an der Stadtgrenze von Lausanne stieg der Siedlungsdruck auf Prilly bereits um 1900 stark an. Industrie- und Gewerbegebiete entstanden seither vor allem unterhalb des Dorfkerns im Bereich der Bahnlinien. Wichtige Unternehmen sind heute die Bobst SA (Verpackungen; seit 1937) und die Sicpa Holding SA (Sicherheitsdruckfarben; seit 1927). Daneben gibt es rund 300 weitere Betriebe, meist mittlerer bis kleinerer Grösse. Als bedeutende Industriezweige gelten die Informatik, das Transportgewerbe sowie das Druckerei- und Verlagswesen.
Die Hänge um den alten Ortskern wurden in der Folge mit Wohnblöcken, Einfamilienhäusern und Villen fast vollständig überbaut.
Auf dem Gemeindegebiet von Prilly befinden sich die kantonale psychiatrische Anstalt von Cery (seit 1873) zusammen mit dem psychogeriatrischen Spital, die psychiatrische Universitätsklinik, die psychiatrische Beratungsstelle der Universität Lausanne für Kinder und Jugendliche (SUPEA) und das therapeutische Zentrum für Jugendliche (CTA). Auch die Waadtländer Kantonalbank (Banque Cantonale Vaudoise) hat ihr administratives Zentrum in Prilly.
Neben den üblichen schulischen Ausbildungsstätten besitzt Prilly eine kantonale Schule für psychiatrische Krankenpflege und eine Schule für Autospengler. Zu den bedeutenden Sportanlagen zählt das nahe der Bahnlinie gelegene Eisstadion von Malley (seit 1983), das Heimstadion des Eishockeyclubs HC Lausanne.

## Verkehr
Die Gemeinde ist verkehrstechnisch gut erschlossen. Sie liegt an der Hauptstrasse 9 von Lausanne nach Vallorbe. Die nächsten Autobahnanschlüsse sind Lausanne-Malley am westlichen Stadtzubringer von Lausanne (1964 eröffnet) und Lausanne-Blécherette an der 1974 eröffneten A9 (Lausanne–Sion), beide jeweils rund 2 km vom Ortskern entfernt.
Das Gemeindegebiet von Prilly wird von der Bahnstrecke Lausanne–Genf durchquert und seit 2011 gibt es in Prilly-Malley einen Haltepunkt. Die nächsten Bahnhöfe an der überregionalen Strecke sind Lausanne und Renens. Der obere Gemeindeteil wird durch drei Haltestellen an der Schmalspurbahn Lausanne-Echallens-Bercher erschlossen. Der Streckenabschnitt Lausanne – Cheseaux-sur-Lausanne wurde am 5. November 1873 in Betrieb genommen. Ferner wird die Gemeinde durch den Trolleybus Lausanne und mehrere Autobuslinien der Transports publics de la région Lausannoise bedient.

## Geschichte

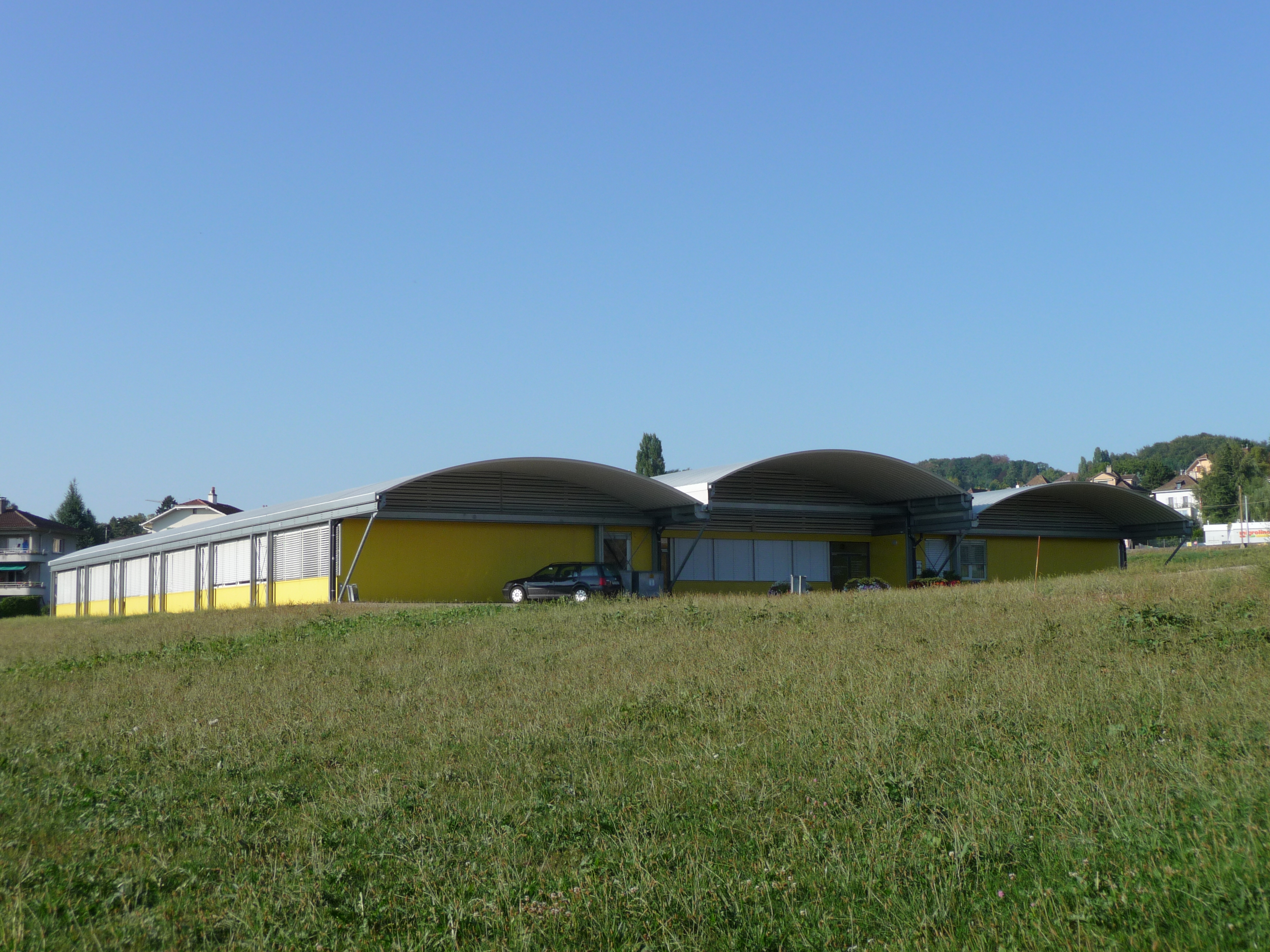
Gemeindeverwaltung von Prilly

Die erste urkundliche Erwähnung des Ortes erfolgte bereits im Jahr 976 unter dem Namen Presliacus. Im 12. und 13. Jahrhundert erschienen die Bezeichnungen Prelie, Priliez und Priliacum; weitere Schreibweisen waren Prilie (1218), Prillie (1228) und Prilliez (1453). Der Ortsname geht auf den lateinischen Personennamen Preslius zurück.
Im Mittelalter hatten das Domkapitel von Lausanne und die Abtei Saint-Maurice reichen Grundbesitz in Prilly. Die Herrschaft über das Dorf oblag dem Bischof von Lausanne, der sie den Herren von Prilly zum Lehen gab. Später gab es zahlreiche Besitzerwechsel (vorübergehender Besitzer war Isbrand Daux, der mit einer Verschwörung das Waadtland zur Berner Zeit in die Hände von Savoyen spielen wollte), bis die Herrschaft 1729 an Lausanne gelangte.
Mit der Eroberung der Waadt durch Bern im Jahr 1536 kam das Dorf unter die Verwaltung der Landvogtei Lausanne. Nach dem Zusammenbruch des Ancien Régime gehörte Prilly von 1798 bis 1803 während der Helvetik zum Kanton Léman, der anschliessend mit der Inkraftsetzung der Mediationsverfassung im Kanton Waadt aufging. 1798 wurde es dem Bezirk Lausanne zugeteilt. Während der 1950er Jahre stand eine Eingemeindung nach Lausanne zur Debatte, die aber später nicht weiter verfolgt wurde. Mit der Überschreitung der 10'000-Einwohner-Grenze wurde Prilly 1962 zur Stadt erklärt. 1953 änderte die Gemeinde ihr Wappen.

Wappen von Prilly von 1924 bis 1953

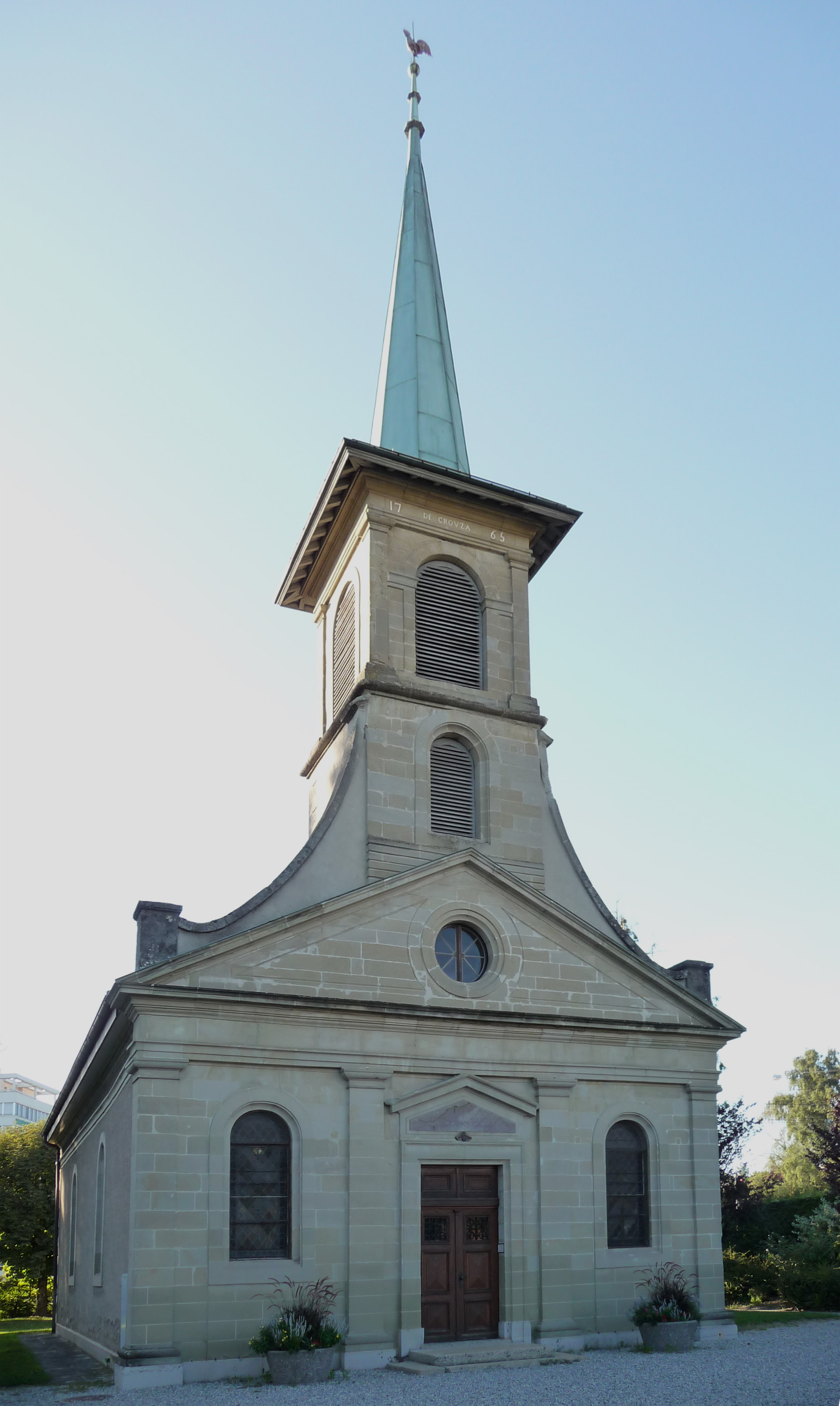
Eglise de Broye

## Sehenswürdigkeiten
Die reformierte Pfarrkirche (Eglise de Broye) nahe der Gemeindegrenze zu Renens wurde in den Jahren 1765 bis 1768 erbaut. Sie besitzt einen barock-klassizistischen Glockenturm. Im Bereich des ehemaligen Ortskerns steht das Schloss von Prilly, ein Herrenhaus aus dem 17. Jahrhundert, das heute die Gemeindeverwaltung beherbergt. Einzige Reste des ehemals ländlichen Dorfes sind ein Ofenhaus (um 1800), das Bauernhaus Castelmont (1820), ein Pfarrhaus und ein Berner Haus von 1690.
1908 wurde der jüdische Friedhof von Prilly angelegt. Die katholische Kirche stammt von 1960. 1991 wurde der Ortskern neu gestaltet und ein Gemeindezentrum gebaut.

## Persönlichkeiten
- Charles Vuagniaux (1857–1911), Bühnen-, Landschaftsmaler und Aquarellist
- Arthur Fonjallaz (1875–1944), Oberst der Schweizer Armee und eine leitende Person der Frontenbewegung, in Prilly geboren
- Lauriane Gilliéron (* 1984), Miss Schweiz 2005, Tochter des Bürgermeisters von Prilly, Alain Gilliéron